# Laiteries H. Triballat
Pour les articles homonymes, voir Triballat.
Laiteries H. Triballat (ou Laiteries H. Triballat Rians) est une entreprise française du secteur agroalimentaire spécialisée dans la production de produits laitiers frais, de desserts et de gâteaux commercialisés sous la marque Rians.

## Historique
La famille Triballat exploite à partir de 1901 une ferme familiale à Rians dans le département du Cher, où Désiré et Francine Triballat affinent des fromages fabriqués avec le lait de l'exploitation.
En 1951, Maxime et Olga Triballat, la seconde génération, laissent la ferme familiale à leur fils Hubert et rachètent une laiterie en Bretagne, la laiterie Ravalet qui deviendra la laiterie Triballat Noyal, puis sera nommée du nom de sa fondatrice, Olga,. 
En janvier 1952, Hubert Triballat ne perpétue pas l'activité agricole qui assurait la subsistance de sa famille. Il installe dans la ferme une petite laiterie et commence à acheter et collecter à l'aide de trois employés les laits produits par les familles voisines, produisant un volume de lait de 700 litres par jour. Utilisant une recette de sa grand-mère, Hubert Triballat se met à produire en série des fromages blancs frais.
Entre 1952 et 1965, Hubert Triballat achète quinze laiteries dans le département. En 1965, l'effectif est de 109 personnes, la collecte représente 11 millions de litres de lait de vache et 1,5 million de litres de lait de chèvre.
L'entreprise se développe dans les années 1970, lorsqu'elle vend ses produits (faisselles et fromages de lait de chèvre) dans les
crèmeries parisiennes. Les effectifs atteignent à cette époque 300 personnes et la collecte représente 30 millions de litres de lait de vache et 4 millions de litres de lait de chèvre.
En 1992, la production se diversifie en s'étoffant de gâteaux, desserts, notamment la crème brûlée dont elle est le leader mondial et de la panna cotta dont elle est n°1 dans les grandes et moyennes surfaces françaises.
Plus tard, grâce à des usines disséminées sur le territoire français, l'entreprise s'investit dans la production de fromages aux appellations d'origines protégées comme cabécou de rocamadour, picodon, selles-sur-cher, valençay, époisses et langres. Elle devient à cette époque leader de la faisselle et du crottin de chèvre dans les GMS en France.
En 2006, aux États-Unis, l'entreprise achète la société agroindustrielle californienne Laura Chenel spécialisée dans la transformation de lait de chèvre, faisant de Rians le leader de cette spécialité aux États-Unis.
Depuis 1995, c'est le fils du fondateur, Hugues Triballat, qui dirige l'entreprise qui collecte 70 millions de litres de lait de vache  en 2010, 50 millions de litres de lait de chèvre et un million de litres de lait de brebis chaque année. Elle réalise un chiffre d'affaires de 270 millions d'euros, exporte dans cinquante pays, a un effectif de 1 400 personnes et douze sites de production.
En octobre 2024, le journal Les Echos indique que, depuis 10 ans, le groupe a fait progresser son chiffre d'affaires de 40%, et que le groupe a une politique de positionnement sur des « produits de niche de qualité plutôt que du bon marché », avec de petits volumes de production. Pour cette raison, Rians n'intéresse pas les grands groupes, du type Danone ou Lactalis, et ne risque donc pas d'être racheté.

## Implantations
L'entreprise possède en France sept laiteries, dont celle, historique, de Rians : 
- les Laiteries H. Triballat à Rians (18) ;
- la Fromagerie Dubois-Boulay à Chavignol (18) ;
- la Fromagerie d'Anjouin à Anjouin (36) ;
- la Fromagerie Picandine à Saint-Astier (24) ;
- la Fromagerie du Quercy à Montfaucon (46) ;
- la Fromagerie de la Drôme à Aouste-Sur-Sye (26);
- la Fromagerie de la Drôme à Saint Félicien (07) ;
- la Fromagerie Germain à Le Montsaugeonnais (52) ;
- la Fromagerie de Neufchâteau à Neufchâteau (88) ;
- la Fromagerie de La Lémance à Montayral (47).

Au niveau international, trois sites de production sont implantés aux États-Unis et en Espagne.